# Marcus Bettinelli
Marcus Bettinelli (Camberwell, 24 mei 1992) is een Engels voetballer die bij voorkeur als keeper speelt. Hij staat sinds medio 2025 onder contract bij Manchester City.

## Carrière
Bettinelli trad in 2006 toe tot de jeugdopleiding van Fulham. Om ervaring op te doen als eerste doelman werd hij verhuurd aan Dartford, waar hij op 18 augustus 2012 debuteerde. Voor die club speelde Bettinelli uiteindelijk 35 competitiewedstrijden. In het daaropvolgende seizoen, 2013/14, maakte hij minuten bij Accrington Stanley alvorens hij terugkeerde bij Fulham en uitgroeide tot eerste keuze bij de Londenaren. Dit bleek niet langdurig het geval te zijn, waardoor hij in 2020/21 opnieuw werd verhuurd. Middlesbrough haalde Bettinelli binnen en voor Boro kwam hij tot 41 competitiewedstrijden.
Na zijn verhuurperiode in Noordoost-Engeland werd hij door Chelsea binnengehaald. Hier vervulde hij voornamelijk de rol van derde of vierde keeper, maar op 8 januari 2022 maakte hij wel zijn debuut. In de derde ronde van de FA Cup stond hij onder de lat in de met 5-1 gewonnen wedstrijd tegen Chesterfield. Op 10 juni 2025 werd bekend dat Bettinelli een eenjarig contract had getekend bij Manchester City.
3 Dias ·
5 Stones ·
6 Aké ·
7 Marmoush ·
8 Kovačić ·
9 Haaland ·
10 Grealish ·
11 Doku ·
14 Nico ·
16 Rodri ·
17 De Bruyne  ·
18 Ortega ·
19 Gündoğan ·
20 Silva ·
22 Reis ·
24 Gvardiol ·
25 Akanji ·
26 Savio ·
27 Nunes ·
31 Ederson ·
33 Carson ·
45 Xusanov ·
47 Foden ·
52 Bobb ·
66 Simpson-Pusey ·
82 Lewis ·
87 McAtee ·
97 Wilson-Esbrand ·
Coach: Guardiola
· Assistent-coach: Lillo
· Assistent-coach: Vicens
· Keeperstrainer: Wright